# Khadijetou Lekweiry
Khadijetou Mint Lekweiry (c. 1981) es una bióloga y viróloga de Mauritania, especializada en la transmisión de la malaria en su país.

## Carrera
En 2009 recibió una beca otorgada en los Premios L'Oréal-UNESCO a Mujeres en Ciencia de dicho año para sustentar su proyecto de investigación, relacionado con la transmisión de la malaria en Nuakchot. En aquel entonces cursaba su doctorado en la Universidad Cadi Ayyad de Marruecos y estudiaba al género de mosquitos Anopheles. Mencionó que comunicaría a las autoridades de su país los descubrimientos para mejorar la calidad de vida de la población.
Trabaja para el Institut de Recherche pour le Développement de Dakar (Senegal) y para la Universidad de Nuakchot Al Aasriya.
Tiene estudios sobre Organismos y Sistemas Biológicos. Sus investigaciones giran en torno al origen del virus de la malaria en Mauritania. Durante la década de 2010 ha publicado artículos sobre dicha enfermedad en revistas científicas.
En 2015, junto a un grupo de colegas, reportó que por primera vez la especie Aedes aegypti era vista en Mauritania. En 2019 informó la primera aparición del parásito Plasmodium vivax en Atar, una localidad del norte de su tierra natal.
Khadijetou Lekweiry pertenece a la religión del Islam.